# Nephelomyias
Nephelomyias — рід горобцеподібних птахів родини тиранових (Tyrannidae). Представники цього роду мешкають в Андах.

## Таксономія і систематика
Представників роду Nephelomyias раніше відносили до роду Курета (Myiophobus), однак молекулярне-генетичне дослідження, результати якого були опубліковані у 2009 році, показало, що рід Myiophobus був поліфілітичним. Три види з цього роду були переміщені до новоствореного роду Nephelomyias. 
Молекулярно-генетичне дослідження, проведене Телло та іншими в 2009 році дозволило дослідникам краще зрозуміти філогенію родини тиранових. Згідно із запропонованою ними класифікацією, рід Nephelomyias належить до родини тиранових (Tyrannidae) і підродини Великобіриних (Fluvicolinae). До цієї підродини систематики відносять також роди Мухоїд-білозір (Myiotriccus), Біро (Pyrrhomyias) і Великий біро (Hirundinea).

## Види
Виділяють три види:
- Курета золотовола (Nephelomyias pulcher)
- Курета жовточерева (Nephelomyias lintoni)
- Курета жовтогорла (Nephelomyias ochraceiventris)

## Етимологія
Наукова назва роду Nephelomyias походить від сполучення слів дав.-гр. νεφελη — хмара і лат. myias — мухоловка.